# ロバート・エインズリー (初代準男爵)
初代準男爵サー・ロバート・エインズリー（英語: Sir Robert Ainslie, 1st Baronet、1729年/1730年 – 1812年7月21日）は、イギリスの外交官、政治家。1775年から1794年まで在オスマン帝国イギリス大使を、1796年から1802年まで庶民院議員を務めた。大使としてオスマン帝国との関係改善に成功し、1793年には初の在イギリスオスマン帝国大使ユースフ・アガー・エフェンディが派遣されるに至った。庶民院議員としては小ピット派に属した。

## 生涯

### 生い立ち
商人ジョージ・エインズリー（George Ainslie、1773年没）とジーン・アンストルーサー（Jean Anstruther、サー・フィリップ・アンストルーサーの娘）の三男として生まれた。兄にフィリップ・エインズリー（1728年 – 1802年6月19日）とジョージ・エインズリー（1804年7月7日没）がいる。幼少期をボルドーで過ごした。
それ以降、大使に任命されるまでの経歴はほとんどが不明であるが、1770年のフォークランド危機ではデギュイヨン公爵エマニュエル・アルマン・ド・リシュリューからスペイン宮廷への手紙を盗み見ることに成功し、1772年1月にパリでフランス宮廷のアネクドートを集めてイギリス国王ジョージ3世に送っていることから、おそらくはスパイとして働いたとされる。

### 在オスマン帝国イギリス大使
1775年9月20日にジョン・マレーの後任として在オスマン帝国イギリス大使に任命され、同日に騎士爵に叙された。本国で指示を受けた後、1776年5月にイングランドを発ち、同年10月2日にコンスタンティノープルに到着した。
1768年から1774年までの露土戦争でイギリスがロシア帝国を援助したためイギリスとオスマン帝国の関係は悪化しており、エインズリーの大使としての任務はレヴァント会社を主とする貿易関係の改善と地域平和の維持だった。オスマン帝国のほうも1774年に即位したアブデュルハミト1世が英露関係への対抗としてイギリスとの関係改善を試みた。エインズリーは自身の住む邸宅や佇まいなど身分の高いムスリムのように行動したことで、オスマン人を喜ばせ、それまでの大使よりも良好な関係を築くことに成功した。エインズリーの努力の結果、フランスが1740年に得ていた免税措置は1784年にイギリスにも適用され、一方で1786年に英露間の通商条約（1766年締結）が更新されなかったため、イギリスの外交は親オスマン帝国のそれに舵を切り、エインズリーはアブデュルハミト1世を焚きつけて1787年に対露参戦させた（1787年から1791年までの露土戦争）。さらにオスマン帝国との同盟交渉も進めたが、本国議会で反対を受けたため、首相小ピットはエインズリーに交渉打ち切りを命じることを余儀なくされた。ただし、関係改善自体は成功を収め、1793年にはオスマン帝国が初の在イギリス大使にユースフ・アガー・エフェンディを派遣することとなった。

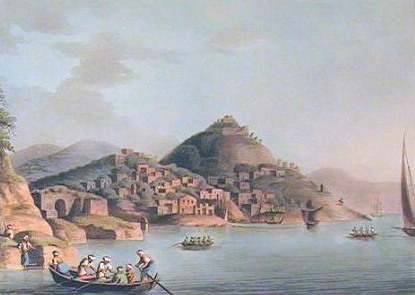
エインズリーが注文したルイージ・マイヤーの絵画の1つ、1791年頃の作品。

文化面では東ヨーロッパ、北アフリカ、小アジアの古銭を収集し、ドメニコ・セスティーニがそのコレクションについて記述を残しているほか、Lettere（1780年第2巻）など多くの作品をエインズリーに献呈している。また、画家ルイージ・マイヤーに多くの風景画を注文し、そのコレクションが『エジプトの風景』（Views in Egypt、1801年）や『オスマン帝国の風景』（Views in the Ottoman Empire、1803年）で出版された。
1793年8月に本国に召還されたため、1794年6月にコンスタンティノープルを発った。

### 庶民院議員と晩年
1795年5月、初代レスター伯爵ジョージ・タウンゼンドの支持を受けてグレート・ヤーマス選挙区の補欠選挙に出馬する予定だったが、レスター伯爵の父初代タウンゼンド侯爵ジョージ・タウンゼンドとヤーマスの地方自治体（corporation）がスティーブンス・ハウ（Stephens Howe）を支持したため、結局エインズリーは補欠選挙に出馬しなかった。1796年イギリス総選挙で第2代準男爵サー・ウィリアム・コールズ・メドリーコットの支持を受けてミルボーン・ポート選挙区から出馬、メドリーコットがさらにパジェット卿ヘンリー・パジェットの支持を求めたこともあって得票数2位（55票）で当選、対立候補による選挙申し立てもエインズリーとパジェットに有利な結果で決着した。
議会では第1次小ピット内閣を支持したが、演説の記録はなく、1802年イギリス総選挙にも出馬せず、1期で議員を退任した。1804年に小ピットに対し準男爵の爵位を求め、同年10月13日に準男爵に叙された。エインズリーの息子が1796年12月20日、庶民院議員ウィリアム・ボールドウィン（William Baldwin）の娘と結婚する数日前に死去していたため、エインズリーは準男爵の叙爵申請にあたり甥ロバート・シャープ・エインズリーへの特別残余権（special remainder）を求めており、小ピットはロバート・シャープ・エインズリーが政府を支持したこともあって申請に賛成した。
長期間の闘病生活の末、1812年7月21日にバースで死去、準男爵位とリンカンシャーとハンティンドンシャーでの領地は甥ロバート・シャープ・エインズリーが継承した。